# The Roughneck
The Roughneck er en amerikansk stumfilm fra 1924 instrueret af Jack Conway.

## Medvirkende
- George O'Brien som Jerry Delaney
- Billie Dove som Felicity Arden
- Harry T. Morey som Mad McCara
- Cleo Madison som Anne Delaney
- Charles Sellon som Sam Melden
- Anne Cornwall som Zelle
- Harvey Clark
- Marion Aye
- Edna Eichor som Zamina